# Juliertheater
Koordinaten: 46° 28′ 18,6″ N, 9° 43′ 35,3″ O; CH1903: 775694 / 149284

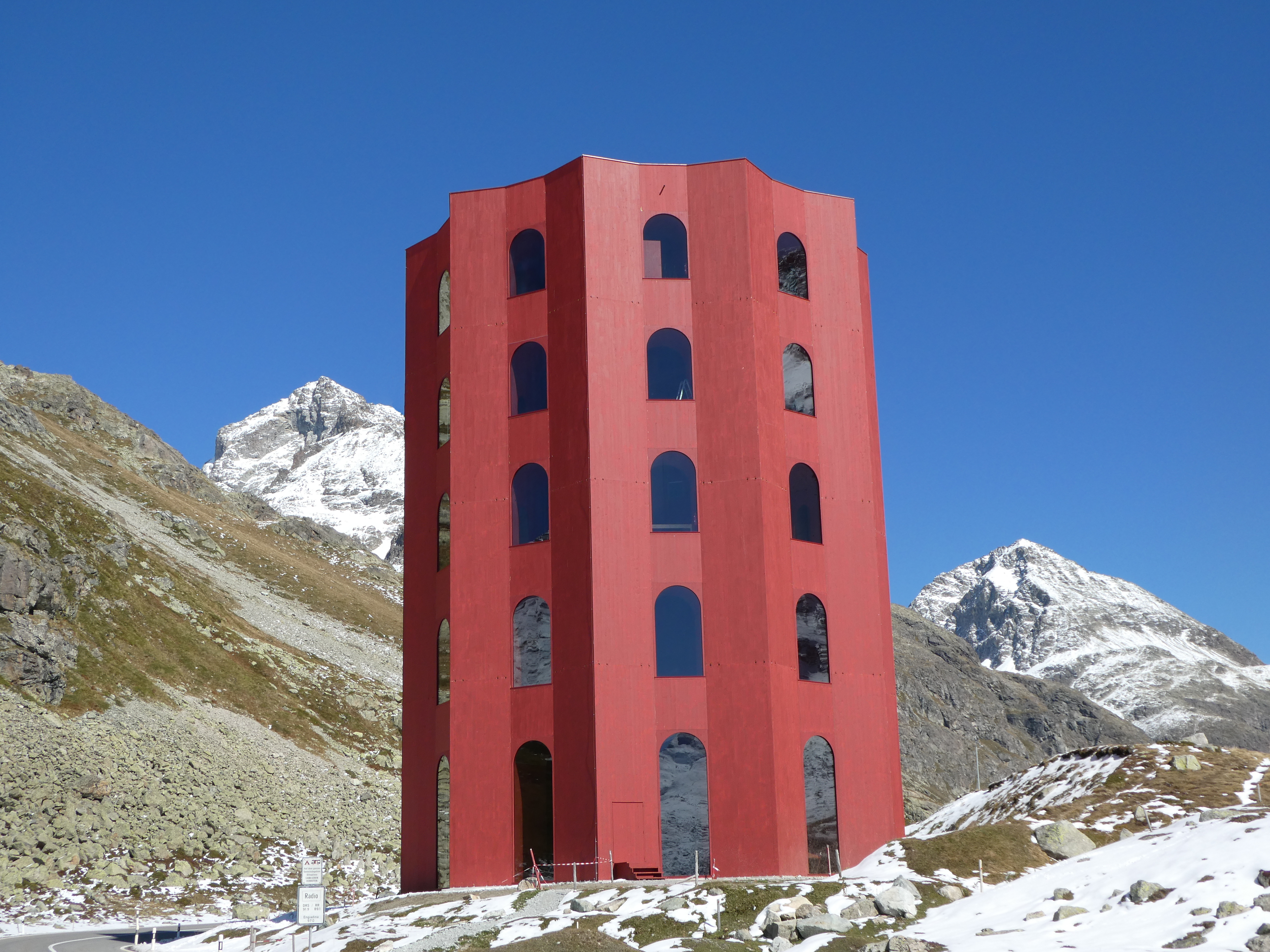
Das Juliertheater auf dem Julierpass

Das Juliertheater war ein im Jahr 2017 errichtetes Theater-, Ausstellungs- und Versammlungsgebäude auf der Passhöhe des Julierpasses im Schweizer Kanton Graubünden. Im Herbst 2023 wurde es wie vorgesehen wieder abgebrochen.

## Lage, Erreichbarkeit

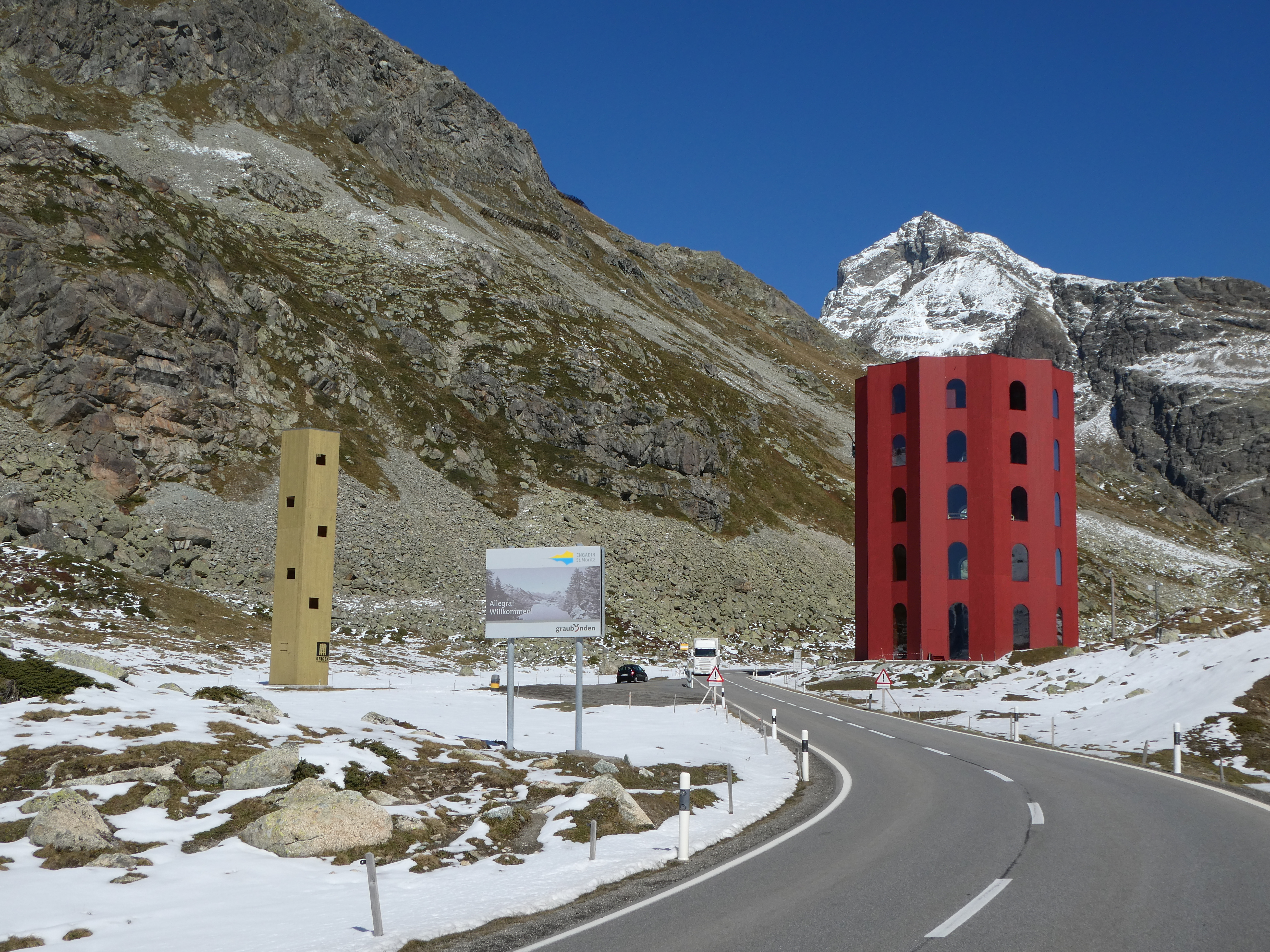
Lage neben der Passstrasse

Das Juliertheater stand unmittelbar an der Passstrasse über den Julier in nächster Nähe zum Passhöhe, ca. 15 km von St. Moritz und 75 km von Chur entfernt.
Bedarfsweise zu Veranstaltungen wurden Shuttle-Bus-Verbindungen eingerichtet. Zu Veranstaltungen im Juliertheater konnte der Zugang derart reglementiert werden, dass die Zufahrt nur für den öffentlichen Verkehr zugelassen war.

## Gebäude

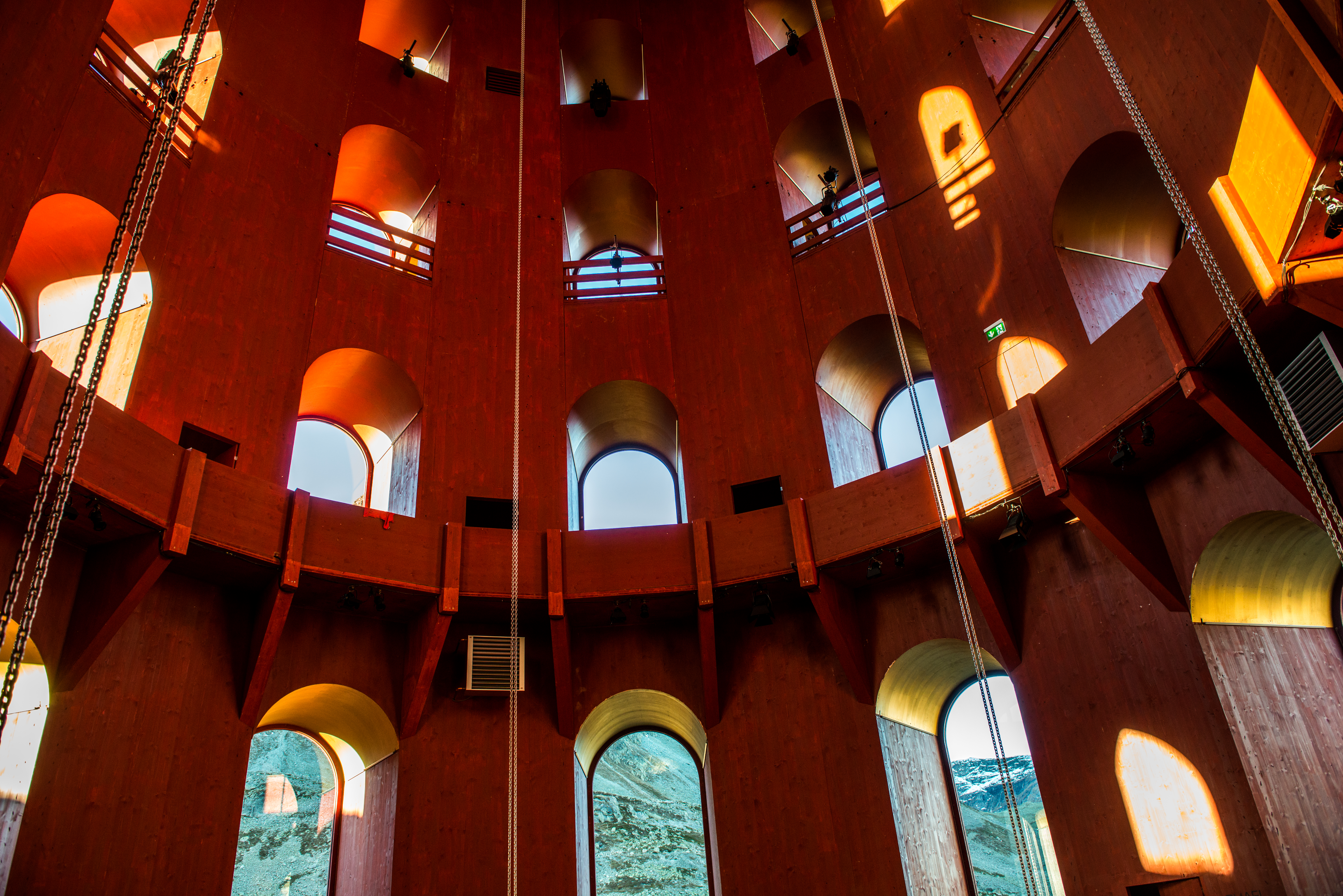
Innenraum

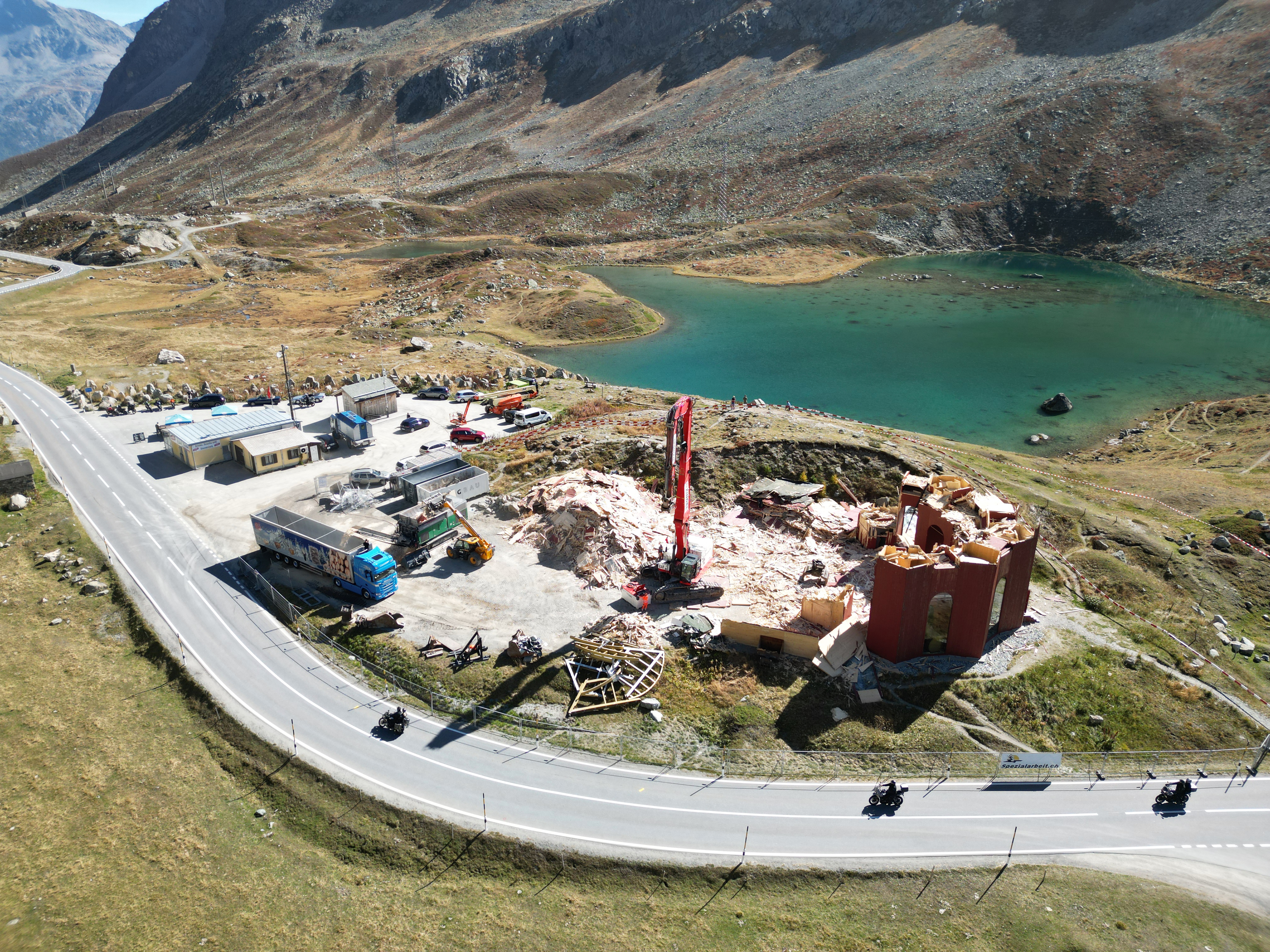
2. Oktober 2023: Die Abbrucharbeiten sind in vollem Gang.

Das Gebäude stand frei in der unbebauten Umgebung und erschien als Turm mit dem Grundriss eines regelmässigen zehnstrahligen Sterns, dessen kurze Strahlen durch flache Apsiden an allen zehn Ecken des Grundrisses gebildet sind. Insoweit erinnerte es an das Castel del Monte in Apulien in Italien. Nach dem Willen der Schöpfer sollte es auch auf den Turmbau zu Babylon anspielen und Elemente verschiedener Theaterbauweisen zitieren.
Die zehn Seitenwände waren durch grosse Bogenfenster durchbrochen, die im Inneren Zuschauerlogen bildeten und die aus der Ferne die Anmutung eines Gebäudes mit fünf Etagen erzeugten. Der Turm war ca. 30 m hoch und hatte einen Durchmesser von etwa 25 Metern.
Die Wände bestanden aus 12 cm starken Vollholzpaneelen, die andernorts zu Gebäudeelementen vorgefertigt worden waren. Das Gebäude war aussen und innen dunkelrot gestrichen.
Im Inneren war eine Bühne mittig an Ketten hängend angebracht. Die Zuschauerlogen in den Fensterbögen konnten zusammen bis zu 220 Zuschauer aufnehmen. Gestaltet und geplant wurde das Gebäude von Giovanni Netzer, Intendant des Origen Festival Cultural, und Walter Bieler.

## Geschichte, Planung, Nutzung, Finanzierung
Der Bau des Theaters geht auf eine Idee Giovanni Netzers zurück, Intendant des Theaterunternehmens Origen. Für die von ihm hervorgebrachten Aufführungen wollte er neben den existierenden, teilweise beengten Aufführungsstätten im Schweizer Kanton Graubünden einen passend konzipierten Aufführungsort schaffen.
Schon mit Unterstützung von Vertretern aus Wirtschaft, Politik und Kultur wurde die Idee des Juliertheaters Anfang 2016 der Öffentlichkeit vorgestellt. Der Bau des Theaters erfolgte im Sommer 2017 und dauerte drei Monate. Am 31. Juli 2017 wurde der Bau eröffnet, am 3. August 2017 die erste Oper aufgeführt.
Das Juliertheater wurde vom Origen Festival Cultural als eines seiner Bühnen bespielt. Es konnte daneben als Versammlungsstätte genutzt werden. Im September 2018 beherbergte es als Zwischenstation ein vom Schweizer Bundespräsidenten Alain Berset ausgerichtetes Treffen sechs europäischer Staatsoberhäupter.
Im Juni 2018 wurde das Bauwerk mit dem Award für Marketing und Architektur ausgezeichnet. Der Bau beruhte auf Privatinitiative und war privat finanziert. Die Kosten beliefen sich auf ca. 3 Mio. SFr.
Im September 2023 wurde mit den Abbrucharbeiten begonnen. Die Holzplatten der Fassaden wurden noch vor Ort geschreddert und auf Lastwagen abgeführt.